# El Pilar de la Foradada
El Pilar de la Foradada (en castellà i oficialment, Pilar de la Horadada) és el municipi més meridional del País Valencià, a la comarca del Baix Segura. Té 21.033 habitants i té costa, encara que el nucli tradicional n'està allunyat uns quants quilòmetres. Fins a 1986 va pertànyer a Oriola, de la qual es va segregar. Des d'aleshores ha tingut un creixement vertiginós i ha passat dels 7.500 habitants de 1991 als més de 20.000 de l'actualitat.
El predomini lingüístic al Pilar de la Foradada, com a la resta de la comarca, llevat de Guardamar i la pedania oriolana de Barba-roja, és del castellà. No obstant això, el valencià encara hi té presència i el mateix Ajuntament del Pilar de la Foradada col·labora amb la UMH per impartir cursos de valencià.
Entre els plats típics del poble estan els arrossos i els calderos de peix i també el guisat de patates amb carn, el guisat de pilotes, el conill a l'ajo cabañil, tota mena de peixos i mariscs i les excel·lents fruites i verdures de la terra.

## Geografia
S'accedix a esta localitat per la N-332 i l'autopista AP-7. Està envoltat pel terme municipal d'Oriola en la província d'Alacant i pels termes de San Pedro del Pinatar, San Javier i Múrcia en la província de Múrcia.
En el terme municipal del Pilar de la Foradada hi ha diversos nuclis de poblacions costaneres com són la Torre de la Foradada, envoltada de modernes urbanitzacions (Pueblo Latino, Victoria Playa), Mil Palmeras, El Mojón, i a la muntanya hi ha el Pinar de Campoverde i Rebate (actualment, zona agrícola). De tots els nuclis, els de major importància a efectes administratius en són la Torre de la Foradada i el Pinar de Campoverde, popularment coneguts pels seus habitants com la Torre i el Pinar.
Hi ha zones de gran valor ecològic, comunitats d'arbust o màquia d'espí negre, margalló, llentiscle. La garriga (Globularia alypum) i la denominada garriga de margalló compten amb una de les cinc zones més importants d'aquesta comunitat vegetal dins del País Valencià. Pel que fa a la fauna, és també un dels municipis més importants del País Valencià i a escala nacional per tindre un gran nombre d'animals rapaços, a més de ser lloc de pas o d'hivernada d'altres espècies com el martinet.

## Història
Gràcies al gran nombre de jaciments arqueològics d'època romana molts historiadors situen al Pilar de la Foradada la població de Thiar situada entre la Via Augusta i el mar, la qual cosa li donava certa rellevància a escala comercial; dels àrabs també hi ha testimoni arqueològic. Ha sigut un lloc de cruïlles en trobar-se situada en la frontera històrica entre el Regne de Múrcia i el Regne de València, establerta per la Sentència Arbitral de Torrelles en 1304. En un principi es tractaven d'explotacions agrícoles de secà, agrupades al voltant d'un grup de cases, i la zona s'anomenava Camp de la Foradada.
Davant les incursions dels pirates barbarescs Felip II, en 1591, ordena bastir una línia defensiva costanera de què formaria part la torre de guaita de la Foradada; durant el segle xvii, al recer d'una ermita (embrió de l'actual església) que els mateixos camperols aixequen la població, que llavors era d'uns 300 habitants i es trobava dispersa en masies, el lloc comença a ser conegut amb el topònim actual; en 1835 la que llavors era una finca del terme d'Oriola passà a propietat de Guillermo Maclure, sogre de Ramón de Campoamor —que hi residí i escrigué sobre el lloc— a conseqüència de la desamortització de Mendizábal; el 30 de juliol de 1986, després de llargs anys de negociació, s'aconseguix la independència d'Oriola i la constitució en municipi.

## Demografia
Té uns 22.555 habitants (2010). Un 44,8% de la seua població és de nacionalitat no espanyola, principalment procedent d'altres països de la Unió Europea.
| 1991  | 1996  | 1998   | 1999   | 2000   | 2001   | 2002   | 2003   | 2004   | 2005   | 2006   | 2007   |
| ----- | ----- | ------ | ------ | ------ | ------ | ------ | ------ | ------ | ------ | ------ | ------ |
| 7.636 | 9.528 | 10.210 | 10.723 | 11.495 | 12.179 | 13.246 | 14.958 | 16.050 | 18.051 | 19.631 | 21.033 |

## Política i govern

### Composició de la Corporació Municipal
El Ple de l'Ajuntament està format per 21 regidors. En les eleccions municipals de 26 de maig de 2019 foren elegits 11 regidors del Partit Popular (PP), 7 el Partit Socialista del País Valencià (PSPV-PSOE), 2 de Ciutadans - Partit de la Ciutadania (Cs) i 1 de Vecinos por el Pilar-Unides Podem (VPP-Podem-EUPV).
| Eleccions municipals de 26 de maig de 2019 - el Pilar de la Foradada                                                          |                                          |                                     |                                     |         |          |          |
| Candidatura | Candidatura                              | Candidatura                         | Cap de llista                       | Vots    | Vots     | Regidors |
| | Partit Popular                           |                                     | José María Pérez Sánchez            | 3.523   | 49,56%   | 11 (+4)  |
| | Partit Socialista del País Valencià-PSOE |                                     | Pilar Samper Navarro                | 2.077   | 29,22%   | 7 (-3)   |
| | Ciutadans - Partit de la Ciutadania      |                                     | Roberto Carrasco Albadalejo         | 753     | 10,59%   | 2 (+2)   |
| | Vecinos por el Pilar-Unides Podem        |                                     | José Francisco Albaladejo Hernández | 417     | 5,87%    | 1 ()     |
| | Altres candidatures                      |                                     |                                     | 289     | 4,07%    | 0 ( -3)  |
| | Vots en blanc                            |                                     |                                     | 39      | 0,55%    |          |
| Total vots vàlids i regidors                                                                                                  | Total vots vàlids i regidors             | Total vots vàlids i regidors        | Total vots vàlids i regidors        | 7.098   | 100 %    | 21       |
| | Vots nuls                                | Vots nuls                           | Vots nuls                           | 32      | 0,45%    |          |
| Participació (vots vàlids més nuls)                                                                                           | Participació (vots vàlids més nuls)      | Participació (vots vàlids més nuls) | Participació (vots vàlids més nuls) | 7.130   | 58,58%** |          |
| Abstenció | Abstenció                                | Abstenció                           | Abstenció                           | 5.041*  | 41,42%** |          |
| Total cens electoral | Total cens electoral                     | Total cens electoral                | Total cens electoral                | 12.171* | 100 %**  |          |
| Alcalde: José María Pérez Sánchez (PP) (15/06/2019) Per majoria absoluta dels vots dels regidors (11 de PP)                   |                                          |                                     |                                     |         |          |          |
| Fonts: JEC, JEZ Oriola, M. Interior, Periòdic Ara. (* No són vots sinó electors. ** Percentatge respecte del cens electoral.) |                                          |                                     |                                     |         |          |          |

### Alcaldes
Des de 2019 l'alcalde del Pilar de la Foradada és José María Pérez Sánchez de PP.
| Període                       | Alcalde o alcaldessa                       | Partit polític | Data de possessió     | Observacions        |
| ----------------------------- | ------------------------------------------ | -------------- | --------------------- | ------------------- |
| 1987–1991                     | Emeterio Samper Samper                     | CDS            | 30/06/1987            | --                  |
| 1991–1995                     | Matilde Moreno Soria                       | PP             | 15/06/1991            | --                  |
| 1995–1999                     | Ignacio Ramos García                       | PSPV-PSOE      | 17/06/1995            | --                  |
| 1999–2003                     | Ignacio Ramos García                       | PSPV-PSOE      | 03/07/1999            | --                  |
| 2003–2007                     | Ignacio Ramos García José Fidel Ros Samper | PSPV-PSOE PP   | 14/06/2003 12/12/2006 | Moció de censura -- |
| 2007–2011                     | Ignacio Ramos García                       | PSPV-PSOE      | 16/06/2007            | --                  |
| 2011–2015                     | José Fidel Ros Samper                      | PP             | 11/06/2011            | --                  |
| 2015–2019                     | Ignacio Ramos García                       | PSPV-PSOE      | 13/06/2015            | --                  |
| 2019-2023                     | José María Pérez Sánchez                   | PP             | 15/06/2019            | --                  |
| Des de 2023                   | José María Pérez Sánchez                   | PP             | 17/06/2023            | --                  |
| Fonts: Generalitat Valenciana |                                            |                |                       |                     |

## Monuments i llocs d'interés
- Torre de la Foradada. Ja hem parlat dels seus orígens; actualment és de propietat particular i l'accés és des de la casa dels Roche a la qual està adossada. La conservació és bona malgrat haver estat molt modificada.
- Església del Pilar. De 1981, sobre les anteriors de 1616 i 1753. El campanar és de 1899. Ubicada en el centre de la ciutat. Va ser edificada l'any 1981 en el mateix lloc que anteriorment havien ocupat els vells temples derruïts pel pas del temps. És dedicada a la Mare de Déu del Pilar i a l'edifici hi ha diverses obres de gran valor escultòric, en especial de l'autor local José María Sánchez Lozano.
- Museu arqueològic i etnològic Gratiniano Baches G: és el museu més important del municipi. En ell podem conéixer tota la història d'este poble mitjançant les restes arqueològiques i altres objectes conservats a les instal·lacions.
- Paratge natural del río Seco (Pinar de Campoverde)
- Zona de reserva especial de les aus de serra d'Escalona.
- Runes arqueològiques de THIAR: antiga mansió romana a mitjan camí entre Illici (Elx) i Cartago Nova (Cartagena), ubicada a la Via Augusta.

## Entitats de població
- Les "Mil Palmeras" (en valencià, Mil Palmeres) és una urbanització i pedania del municipi amb una població de 1.322 habitants (INE 2009). És una localitat litoral, nascuda al caliu del desenvolupament turístic i residencial de la costa del Baix Segura. Es troba al costat de l'àrea natural de la desembocadura del riu Sec.[9]